# Omkomne efter terrorangrebene i Norge 22. juli 2011
Dette er en liste over omkomne efter terrorangrebene i Norge 22. juli 2011. Sammenlagt omkom 77 mennesker i angrebene, deraf 69 dræbte under massakren på Utøya og 8 omkomne under bombeangrebet i regeringskvarteret i Oslo. 33 af de omkomne var under 18 år.
En af de første dræbte på Utøya var "mor Utøya", den 45-årige Monica Bøsei.
Igennem 20 år var hun kommet på Utøya og var der daglig leder.
Under dramaet befandt hendes ægtemand, Jon, og deres to døtre sig på øen.
Til daglig var Monica Bøsei museumsdirektør for Norsk Maritimt Museum.
Ved mindegudstjenesten i Oslo Domkirke nævnte statsminister Jens Stoltenberg Monica Bøsei specielt.
Monica Bøsie fattede mistanke til terroristen og varskoede øens frivillige, civile vagt, den 51-årige Trond Berntsen.
Berntsen blev skudt omtrent samtidig med Bøsei.
Han var til daglig politimand og havde sin 10-årige søn med på Utøya.
Berntsen var Kronprinsesse Mette-Marits stedbror.
Den 21-årige Tore Eikeland fra Osterøy var leder af AUF i Hordaland.
Ved mindegudstjenesten i Oslo Domkirke fremdrog Stoltenberg ham som "en af vore allermest talentfulde ungdomspolitikere".
Eikeland havde deltaget ved Arbeiderpartiets landsmøde 2011, hvor han holdt en livfuld tale mod EU's postdirektiv.
Den 17-årige tyrkisk-norske pige Gizem Dogan blev også dræbt på Utøya.
Ved hendes begravelse deltog 1.000 mennesker, heriblandt Tyrkiets udenrigsminister Ahmet Davutoglu og vicestatsminister Bekir Bozdag.
Den 19-årige somalisk-norske danser Ismail Haji Ahmed fra Hamar havde deltaget i tv-programmet Norske Talenter 2011 under navnet Isma Brown sammen med en norsk pige.
Da drabsmanden nærmede sig, forsøgte Ahmed og hans ven Woria Ali Ahmad at spille døde.
Mens Ahmad overlevede, blev Ahmed skudt.
Blandt ofrene på Utøya var den 43-årige danske kvinde Hanne Anette Balch Fjalestad.
Hun var på øen for Norsk Folkehjelp, og bosat i Norge i Lunner, Hadeland.
Ved hendes begravelse i Lunner Kirke den 4. august deltog den dansk ambassadør i Norge, Hugo Østergaard-Andersen.
Hendes 19-årige datter, Anne, var på øen under skuddramaet og overlevede ved at barrikadere sig i et hus.
Listen er sidst opdateret efter politiets offentliggørelse af navne på de omkomne per 30. juli 2011 kl. 11:15 
| Massakren på Utøya - Mona Abdinur, født 3. februar 1993, fra Oslo - Ismail Haji Ahmed, født 23. august 1991, fra Hamar - Thomas Margido Antonsen, født 25. juni 1995, fra Oslo - Porntip Ardam, født 18. januar 1990, fra Oslo - Modupe Ellen Awoyemi, født 14. august 1995, fra Drammen - Lene Maria Bergum, født 16. marts 1992, fra Namsos - Kevin Daae Berland, født 24. juni 1996, fra Askøy - Trond Berntsen, født 12. mai 1960, fra Øvre Eiker - Sverre Flåte Bjørkavåg, født 1. januar 1983, fra Sula - Torjus Jakobsen Blattmann, født 19. september 1993, fra Kristiansand - Carina Borgund, født 25. marts 1993, fra Oslo - Johannes Buø, født 5. november 1996, fra Mandal - Monica Elisabeth Bøsei, født 20. januar 1966, fra Hole - Åsta Sofie Helland Dahl, født 19. november 1994, fra Sortland - Sondre Furseth Dale, født 19. februar 1994, fra Haugesund - Monica Iselin Didriksen, født 18. februar 1993, fra Sund - Gizem Dogan, født 1. maj 1994, fra Trondheim - Andreas Edvardsen, født 30. november 1992, fra Sarpsborg - Tore Eikeland, født 18. maj 1990, fra Bergen - Bendik Rosnæs Ellingsen, født 26. januar 1993, fra Rygge - Aleksander Aas Eriksen, født 29. august 1994, fra Meråker - Andrine Bakkene Espeland, født 30. juli 1994, fra Fredrikstad - Hanne A. Balch Fjalestad, født 13. oktober 1967, fra Lunner - Silje Merete Fjellbu, født 13. november 1993, fra Tinn - Hanne Kristine Fridtun, født 15. august 1991, fra Stryn - Andreas Dalby Grønnesby, født 16. juli 1994, fra Stange - Snorre Haller, født 29. april 1981, fra Trondheim - Rune Havdal, født 16. december 1967, fra Øvre Eiker - Ingrid Berg Heggelund, født 20. september 1992, fra Ås - Karin Elena Holst, født 18. august 1995, fra Rana - Eivind Hovden, født 26. januar 1996, fra Tokke - Guro Vartdal Håvoll, født 17. juni 1993, fra Ørsta - Jamil Rafal Mohamad Jamil, født 5. marts 1991, fra Eigersund - Steinar Jessen, født 17. januar 1995, fra Alta - Maria Maagerø Johannesen, født 24. marts 1994, fra Nøtterøy - Ronja Søttar Johansen, født 3. februar 1994, fra Vefsn - Espen Jørgensen, født 6. juni 1994, fra Bodø - Sondre Kjøren, født 16. juni 1994, fra Orkdal - Margrethe Bøyum Kløven, født 3. marts 1995, fra Bærum - Syvert Knudsen, født 21. august 1993, fra Lyngdal - Anders Kristiansen, født 30. januar 1993, fra Bardu - Elisabeth Trønnes Lie, født 9. marts 1995, fra Halden - Gunnar Linaker, født 7. juli 1988, fra Bardu - Tamta Lipartelliani, født 7. januar 1988, fra Georgien - Eva Kathinka Lütken, født 3. juli 1994, fra Sarpsborg - Even Flugstad Malmedal, født 6. december 1992, fra Gjøvik - Tarald Kuven Mjelde, født 23. januar 1993, fra Osterøy - Ruth Benedichte Vatndal Nilsen, født 1. oktober 1995, fra Tønsberg - Emil Okkenhaug, født 2. november 1995, fra Levanger - Diderik Aamodt Olsen, født 3. juni 1992, fra Nesodden - Henrik André Pedersen, født 19. februar 1984, fra Porsanger - Rolf Christopher Johansen Perreau, født 9. juni 1986, fra Trondheim - Karar Mustafa Qasim, født 22. februar 1992, fra Vestby - Bano Abobakar Rashid, født 28. december 1992, fra Nesodden - Henrik Rasmussen, født 18. februar 1993, fra Hadsel - Ida Beathe Rogne, født 8. november 1993, fra Østre Toten - Synne Røyneland, født 18. januar 1993, fra Oslo - Marianne Sandvik, født 14. marts 1995, fra Stavanger - Fredrik Lund Schjetne, født 16. august 1992, fra Eidsvoll - Lejla Selaci, født 9. januar 1994, fra Fredrikstad - Birgitte Smetbak, født 25. februar 1996, fra Nøtterøy - Isabel Victoria Green Sogn, født 18. marts 1994, fra Oslo - Silje Stamneshagen, født 15. maj 1993, fra Askøy - Victoria Stenberg, født 23. oktober 1993, fra Nes i Akershus - Tina Sukuvara, født 2. september 1992, fra Vadsø - Sharidyn Svebakk-Bøhn, født 17. juli 1997, fra Drammen - Simon Sæbø, født 25. juli 1992, fra Salangen - Håvard Vederhus, født 10. november 1989, fra Oslo - Håkon Ødegaard, født 18. maj 1994, fra Trondheim | Bombningen af regeringskvarteret - Hanna M. Orvik Endresen, født 21. marts 1950, fra Oslo - Kai Hauge, født 31. juli 1978, fra Oslo - Ida Marie Hill, født 20. februar 1977, fra Oslo - Anne Lise Holter, født 16. september 1959, fra Våler i Østfold - Tove Åshill Knutsen, født 31. juli 1954, fra Oslo - Jon Vegard Lervåg, født 17. februar 1979, fra Oslo - Hanne Ekroll Løvlie, født 29. juni 1981, fra Oslo - Kjersti Berg Sand, født 10. oktober 1984, fra Nord-Odal |